# Żaganiec
Żaganiec (prononciation : [ʐaˈɡaɲet͡s]) est un village polonais de la gmina d'Iłowa dans le powiat de Żagań de la voïvodie de Lubusz dans l'ouest de la Pologne.
Il se situe à environ 8 kilomètres au nord-est d'Iłowa (siège de la gmina), 8 kilomètres au sud-ouest de Żagań (siège du powiat) et 45 kilomètres au sud-ouest de Zielona Góra (siège de la diétine régionale).
Le village comptait approximativement une population de 102 habitants en 2010.

## Histoire
Le nom allemand du village était Hermsdorf b. Sagan.
Après la Seconde Guerre mondiale, avec les conséquences de la Conférence de Potsdam et la mise en œuvre de la ligne Oder-Neisse, le village est intégré à la République populaire de Pologne. La population d'origine allemande est expulsée et remplacée par des polonais.
De 1975 à 1998, le village appartenait administrativement à la voïvodie de Zielona Góra.

Depuis 1999, il appartient administrativement à la voïvodie de Lubusz.